# Incertae sedis
Incertae sedis (latin för "oviss position") en term inom taxonomin. Den betyder att en grupps taxonomiska tillhörighet är okänd eller odefinierad.